# Galusapulu (Ort)
Galusapulu ist ein osttimoresischer Ort im Suco Lahomea (Verwaltungsamt Maliana, Gemeinde Bobonaro). Er liegt an der Ostgrenze der Aldeia Galusapulu, auf einer Meereshöhe von 697 m. Durch Galusapulu führt die Überlandstraße von der Gemeindehauptstadt Maliana zum Ort Bobonaro. Westlich befindet sich an der Straße der Ort Raedolen, östlich das Dorf Anahun. Galusapulu wird im Westen und Osten von Quellflüssen des Bulohos umrahmt. Ein dritter Wasserlauf führt durch den Ort. Die Bäche gehören zum System des Nunuras.